# Joussé
Joussé är en kommun i departementet Vienne i regionen Nouvelle-Aquitaine i västra Frankrike. Kommunen ligger i kantonen Charroux som tillhör arrondissementet Montmorillon. År 2022 hade Joussé 309 invånare.

## Befolkningsutveckling
Antalet invånare i kommunen Joussé
| Referens: INSEE |